# Burnettia
Burnettia is een monotypisch geslacht uit de orchideeënfamilie, onderfamilie Orchidoideae.
De enige soort, Burnettia cuneata, is een bladgroenloze epiparasiet afkomstig uit het zuidoosten van Australië en uit Tasmanië.

## Naamgeving en etymologie
- Synoniemen: Caladenia cuneata (Lindl.) Rchb.f. (1871), Lyperanthus burnettii F.Muell. (1865), nom. illeg.

De botanische naam Burnettia is een eerbetoon aan Gilbert Thomas Burnett (1800-1835), een Brits botanicus.